# Bodzewo
Bodzewo (prononciation : [bɔˈd͡zɛvɔ]) est un village polonais de la gmina de Piaski dans le powiat de Gostyń de la voïvodie de Grande-Pologne dans le centre-ouest de la Pologne.
Il se situe à environ 5 kilomètres au sud de Piaski (siège de la gmina), à 6 kilomètres au sud-est de Gostyń (siège du powiat) et à 63 kilomètres au sud de Poznań (capitale régionale).
Le village possède une population de 689 habitants en 2015.

## Histoire
Bodzewo fait partie de 1815 à 1887 de l'arrondissement de Kröben puis jusqu'en 1920, de l'arrondissement de Gostyn, dans le district de Posen de la province de Posnanie.
De 1975 à 1998, le village faisait partie du territoire de la voïvodie de Leszno.

Depuis 1999, Bodzewo est situé dans la voïvodie de Grande-Pologne.